# Jarše, Zagorje ob Savi
Jarše este o localitate din comuna Zagorje ob Savi, Slovenia, cu o populație de 16 locuitori.